# 2014年日本の補欠選挙
2014年日本の補欠選挙（2014ねんにほんのほけつせんきょ）では日本における立法機関である衆議院および参議院における議員の欠員を補充するために2014年に行われた補欠選挙について取り上げる。

## 概要
国会議員に欠員が生じたときの補充方法については公職選挙法に規定があり、同法第112条に基づく繰り上げ補充を行うか同法第113条に基づく補欠選挙を行う必要がある。補欠選挙を行う場合には、同法第33条の2第2項に規定があり、補欠選挙を行う事由の生じた時期により原則として4月と10月の年2回に集約して行われることになる。
2014年に補欠選挙の行われるタイミングとしては以下の通りとなる。
- 2013年9月16日から2014年3月15日までの間に補欠選挙を行う事由が生じた場合：2014年4月27日（4月第4日曜日）に投票
- 2014年3月16日から2014年9月15日までの間に補欠選挙を行う事由が生じた場合：2014年10月26日（10月第4日曜日）に投票

2014年4月27日に、衆議院の1選挙区において補欠選挙が行われた。なお10月補欠選挙は、対象期間に実施事由が生じなかったため、実施されなかった。
平成生まれの者が衆議院議員の被選挙権を得た後に行われた初の国政選挙である。

## 4月の補欠選挙

### 概要
- 告示日：2014年4月15日
- 投票日：2014年4月27日
- 選挙区：
  - 衆議院：1選挙区（2014年3月5日現在）

### 補欠選挙実施選挙区と実施事由
- 選挙区：衆議院鹿児島県第2区
- 選挙事由：徳田毅（自由民主党→2013年離党）が徳洲会事件を受けて2014年2月28日に衆議院議員を辞職したことによる[1]。

### 衆議院鹿児島2区

#### 立候補をめぐる動き
自民党鹿児島県連は県議会議員であり議長、全国都道府県議会議長会会長も務めた金子万寿夫と元衆議院議員の園田修光の2人に絞って候補者選定を進めており、3月9日までに一本化し党本部に公認申請を行う予定。野党側は、民主党、日本維新の会、結いの党、生活の党の4党が民主党所属の前衆議院議員打越明司を無所属で統一候補として擁立する動きを見せており、社民党も同調する方向だったが、「打越氏は原発再稼動反対を明言しておらず支援できない」とする声が強かったため、支援を見送り自主投票となった。共産党は元奄美市議の三島照を擁立した。また、幸福実現党からも松沢力が出馬した。

#### 立候補者
15日に告示、同日午後6時に立候補届出が締め切られた段階で6人が立候補した。
| 氏名       | 年齢 | 党派                     | 推薦・支持                                       | 職業                         |
| ---------- | ---- | ------------------------ | ------------------------------------------------ | ---------------------------- |
| 有川美子   | 42   | 諸派（新党ひとりひとり） |                                                  | 介護福祉士                   |
| 三島照     | 72   | 日本共産党               |                                                  | 政党支部役員                 |
| 金子万寿夫 | 67   | 自由民主党               | 公明党（推薦）                                   | 政党支部長                   |
| 碩利昭     | 46   | 無所属                   |                                                  | 自営業                       |
| 松沢力     | 32   | 諸派（幸福実現党）       |                                                  | 幸福実現党鹿児島県本部副代表 |
| 打越明司   | 56   | 無所属                   | 民主党・日本維新の会・結いの党・生活の党（推薦） | 自営業                       |

出典：鹿児島の情報は南日本新聞 - 衆院選かごしま２区補選 - ウェイバックマシン（2014年4月27日アーカイブ分）立候補者の職業については総務省「衆議院鹿児島県第2区選出議員補欠選挙結果調」より。

#### 選挙結果
自民党新人の金子が打越らに大差をつけて初当選を果たした。投票率は46%弱で小選挙区制が導入された1996年以降では最低となった。
- 当日有権者数：278,187名、投票率：45.99%（投票者数127,931名）

| 当落 | 候補者名   | 年齢 | 所属党派                 | 新旧別 | 得票数   | 得票率 |
| ---- | ---------- | ---- | ------------------------ | ------ | -------- | ------ |
| 当   | 金子万寿夫 | 67   | 自由民主党               | 新     | 66,360票 |        |
|      | 打越明司   | 56   | 無所属                   | 元     | 46,021票 |        |
|      | 有川美子   | 42   | 諸派（新党ひとりひとり） | 新     | 5,858票  |        |
|      | 三島照     | 72   | 日本共産党               | 新     | 5,507票  |        |
|      | 松澤力     | 32   | 諸派（幸福実現党）       | 新     | 1,283票  |        |
|      | 碩利昭     | 46   | 無所属                   | 新     | 1,152票  |        |

出典：“衆議院鹿児島県第2区選出議員補欠選挙結果調” (PDF).   総務省 (2014年4月28日). 2014年9月6日閲覧。

#### その他
衆議院議員の選挙としては初めてインターネットによる選挙運動が可能となった。